# Jacques François Barbuat de Maison-Rouge de Boisgérard
Pour les articles homonymes, voir Barbuat.
Jacques Francois Barbuat de Maison-Rouge de Boisgerard, né le 16 février 1739 à Chessy (Seine-et-Marne), mort le 29 avril 1816 à Tonnerre (Yonne), est un général français de la révolution et de l’Empire.

## États de service
Il entre en service le 20 mars 1756, comme enseigne au régiment Lorraine-Infanterie, et il est nommé lieutenant en septembre de la même année. Réformé en 1766, il reprend du service en 1769. 
Il est promu général de brigade par les représentants du peuple, le 19 octobre 1793, et il commande la 6e division militaire de Besançon. Il est suspendu de ses fonctions 1er décembre 1793 par le fait d’appartenir à la noblesse. 
Il se retire à Tonnerre. Il est nommé maire de la ville et conseiller général du département de l'Yonne le 10 avril 1800.
Il meurt le 29 avril 1816, à Tonnerre.

## Sources
- (en) « Generals Who Served in the French Army during the Period 1789 - 1814: Eberle to Exelmans »
- http://www.archive.org/stream/annuairehistori00fragoog/annuairehistori00fragoog_djvu.txt
- http://lesapn.forumactif.fr/t3917-barbuat-de-boisgerard-jacques-francois-general-de-brigade
- Docteur Robinet, Jean-François Eugène et J. Le Chapelain, Dictionnaire historique et biographique de la révolution et de l'empire, 1789-1815, volume 1, Librairie Historique de la révolution et de l’empire, 900 p. (lire en ligne), p. 211.